# Paracuneus
Paracuneus é um gênero de gastrópodes pertencente a família Drilliidae.

## Espécies
- Paracuneus immaculatus (Tenison-Woods, 1876)[2]
- Paracuneus kemblensis Laseron, 1954[3]

Espécies trazidas para a sinonímia
- Paracuneus cockae Kilburn, 1977: sinônimo de Inkinga cockae (Kilburn, 1977)
- Paracuneus platystoma (Smith E. A., 1877):[4] sinônimo de Inkinga platystoma (E. A. Smith, 1877)
- Paracuneus spadix (Watson, 1886):[5] sinônimo de Paracuneus immaculatus (Tenison-Woods, 1876)